# Орзинген-Ненцинген
Орзинген-Ненцинген (нем. Orsingen-Nenzingen) — община в Германии, в земле Баден-Вюртемберг. 
Подчиняется административному округу Фрайбург. Входит в состав района Констанц.  Население составляет 3189 человек (на 31 декабря 2010 года). Занимает площадь 22,23 км².
Подразделяется на 2 сельских округа.

## Достопримечательности
- Капелла св. Мартина в Ненцингене, колокол которой является одним из старейших в Германии. Алтарь украшен многочисленными скульптурами Йозефа Антона Фойхтмайера (оригиналы находятся в Росгартенском музее в Констанце).
- Поблизости от Орзингена видны фрагменты застройки римского поселения (vicus) времён правления императоров Веспасиана и Траяна.
- Находящийся в частном владении замок Лангенштайн, с расположенным в нём Музеем фастнахта.
- Руины средневековых замков Кирнберг (Burg Kirnberg), Гроссер-Фельзен (Burg Großer Felsen) и Хайденшлёссле (Heidenschlössle).